# Телећи пепито
Телећи пепито је топли сендвич пореклом из Шпаније који који се најчешће прави са француским хлебом и телећим или говеђим месом (стејк) печеном на роштиљу или прженом у уљу са белим луком. телећи пепито је један од најпопуларнијих сендвича који се тражи у време ручка, посебно у кафићима и баровима у неким областима Шпаније, попут Мадрида, или Андалузије.

## Историја
О проналаску овог сендвича говоре различити записи; најстарији датира из послератних година у Шпанији, средином 1950-тих, према којем су редовни купац локала званог „Пепе” (или „Дон Пепито“) наручивали сендвич пуњен са говеђим филеом. Временом су редовни гости овог локала који су наручивали исти Пепов сендвич почели да и у другим локалима изговарају ову наруџбину: „Хоћу сендвич попут Пепитовог“, да би временом све више почели да траже само: „телећи пепито“.
Назив „пепито“ за телећи сендвич, постало је толико популарано да се користило и за друге, било које врсте сендвича. На овај начин наручивани су и сендвичи: са свињетином, пилетином, ћуретином итд, који обично имају и нека друга састојке за разлику од класичног телећег пепита: комад телећег меса са шунком и сиром, комад телећег меса са сланином, комад телећег меса са сиром и паприком итд. 
Историјско објашњење о овом сендвичу даје кувар и историчар кулинарства Teodoro Bardají Mas у чланку објављеном у недељнику  Ellas 7. маја 1933.
У кафеу Café de Fornos у Мадриду, један од синова оснивача кафеа који се звао José Fornos   од миља је добио надимак Пепито. Када је један избирљиви гост једног дана наручили врући сендвич, власник кафеа му је направили сендвич са говедином. Ова врста сендвича убрзо је постала популарна међу пријатењима и сталним гостима кафеа „Pepito Fornos“ који су стално наручивали „сендвич попут Пепитовог“ . Временом овај сендвич је назван телећи пепито.

## Варијанте
У Венецуели, посебно у главном граду државе Лара Баркуисимету, пепито је надалеко познат и продаје се у неколико варијације меса - као што су говедина, пилетина, свињетина и мешани пепито (мешавине горе поменутог меса), са неколико популарних сосова (тартар сос, сос од белог лука, сос од печурака, кукурузни сос и многи други) са којима се сервира.
Генерално се у Шпанији улице које обилују киосцима у којима се продаје пепито називају „улицама глади“ (calle del hambre).
У Баркуисимету, 12. јануара 2013. године направљен је „највећи пепито на свету“, који је мерио 109 метара, а припремили су га многи познати кувари у граду;  и могао се јести, односно продавати у  добротворне сврхе.
За разлику од овде описаног пепита, за који се обично користе разне врсте хлеба као што су афрички, месни или сечени хлеб, постоји и варијанта сендвича са истим врстама хлеба у коме говедину или телетину замењује бечка шницла.
- Неке од варијанти сендвича званог пепито
- Пепито де тернера - Пепито форнос (Мадрид)
- Пепито са пилетином